# Alfons Vandenbrande
Alfons Vandenbrande o Van den Brande (Kessel, Nijlen, 15 de febrero de 1928 - Lier, 23 de abril de 2016) fue un ciclista belga que fue profesional entre 1952 y 1961. La victoria más importando fue una etapa de la Vuelta en Bélgica.

## Palmarés
- 1948
  - Vencedor de una etapa a la Vuelta en Bélgica amateur
- 1953
  - 1º en el Circuito de Bélgica central
- 1954
  - 1º en la Omloop der Vlaamse Gewesten
  - 1º en Bellegem
- 1955
  - 1º en Lokeren
- 1956
  - 1º en  la Kessel-Lier
- 1957
  - Vencedor de una etapa de la Vuelta en Bélgica
- 1958
  - 1º en Haacht

### Resultados al Tour de Francia
- 1954. Abandona (8ª etapa)